# Won Yun-jong
Won Yun-jong (* 17. Juni 1985 in Seoul) ist ein südkoreanischer Bobsportler.

## Werdegang
Won Yun-jong begann 2010 mit dem Bobsport und gab bereits im Dezember 2010 in Park City sein Debüt im Weltcup mit dem 16. und letzten Rang im Viererbob als Anschieber von Kang Kwang-bae. Ab Januar 2011 startete er als Pilot im Bob-Nordamerikacup und erreichte Ende des Jahres erste Podestplätze in diesem Wettbewerb. 2012 nahm er in Lake Placid zum ersten Mal an den Weltmeisterschaften teil, wo er im Vierer den 17. Platz belegte. Sein Weltcup-Debüt als Pilot gab Won im Februar 2012 als 13. im Vierer in Whistler. In der Folgesaison bestritt er insgesamt elf Rennen im Weltcup, darunter erste Rennen in Europa, wobei sein bestes Resultat Rang 17 im großen Schlitten in Whistler war. Am Ende der Saison gewann er mit Jun Jung-lin erstmals zwei Zweierrennen im Nordamerikacup.
In der Saison 2013/14 startete Won Yun-jong erneut ausschließlich bei Rennen in Nordamerika, wobei er vier Rennen im Nordamerikacup gewann und beim Weltcup in Lake Placid mit Rang 15 im Zweier seine Bestleistung als Pilot verbesserte. Im Februar 2014 nahm er an den Olympischen Spielen in Sotschi teil, wo er im Viererbob 20. und mit seinem Stammanschieber Seo Young-woo im Zweier 18. wurde. 2014/15 konzentrierte sich Won verstärkt auf Rennen in Europa und erreichte zu Beginn der Saison zwei Podestplatzierungen im Europacup, woraufhin er im Weltcup seine ersten Top-10-Plätze im Zweierbob erreichte. Bei der Weltmeisterschaft in Winterberg belegte er mit Seo den fünften Rang im Zweier und wurde im Viererbob 18.
Im Bob-Weltcup 2015/16 erreichte Won seine ersten Podestplatzierungen im Weltcup mit dritten Rängen im Zweierbob in Altenberg, Winterberg und Lake Placid. Im Januar 2016 gewannen er und Seo zeitgleich mit dem Schweizer Duo Peter/Amrhein das vermutlich knappste Rennen in der Geschichte des Bob-Weltcups mit nur einer bzw. zwei Hundertstelsekunden Vorsprung vor Kasjanow/Puschkarjow auf dem dritten und Žaļims/Dambis auf dem vierten Rang. Es war gleichzeitig der erste Weltcupsieg von koreanischen Bobsportlern überhaupt. Beim Saisonfinale in Königssee siegten Won und Seo erneut und sicherten sich zudem den Sieg in der Gesamtwertung im Zweier. Zu Beginn des Weltcup-Winters 2016/17 belegten sie in Whistler einen weiteren dritten Rang.
Bei den Olympischen Winterspielen 2018 in Pyeongchang belegte er im Zweierbob den sechsten Platz. Im Viererbob gewann er die Silbermedaille.
Bei den Olympischen Winterspielen 2022 in Peking belegte er im Zweierbob den 19. und somit vorletzten Platz.